# Großer Bösenstein
Grosser Bösenstein – szczyt w grupie Rottenmanner und Wölzer Tauern, w Niskich Taurach. Leży w Austrii, w Styrii. Na szczyt można wejść ze schroniska Edelrauterhütte (1725 m) nad jeziorem Scheiblsee.
Góra ma też parę niższych szczytów: Kleine Bösenstein, Sonntagskarspitze i Große Hengst.